# رومولو جايجوس
رومولو جايجوس (بالإسبانية: Rómulo Gallegos) ولد في كاراكس في 2 أغسطس 1884، وهو واحدا من أبرز الروائيين والسياسيين في فنزويلا في القرن الـ20. كما أنه يعد من أهم آدباء أمريكا اللاتينية على مر العصور. وتعتبر بعض أعماله مثل روايتة "دونيا باربرا" أو «السيدة باربرا» إحدى كلاسيكيات أدب أمريكا اللاتينية.
قد تولى منصب رئيس جمهورية فنزويلا في عام 1948 كأول رئيس جمهورية منتخب بطريقة مباشرة من قبل الشعب في القرن الـ20 وقد حصل على نسبة أصوات تتعدى الـ80 % في انتخابات شعبية تم الاحتفال بها في جميع أرجاء البلد. وتوفي في كاراكس في 5 أبريل 1969.

## حياته الشخصية
ولد رومولو جايجوس في مدينة كاراكس بفنزويلا. والده هو رومولو جايجوس اوسيو والدته هي ريتا فريري جوروثياجو. في عام 1888 بدأ جايجوس مرحلة التعليم الأساسية. وفي عام 1894 انضم إالى مدرسة متروبوليتاتو، ولكنه قد اضطر لتركها في 13 مارس 1896 نتيجة لوفاة والدتة واضطراره لمساعدة والده في إعالة أسرته. وبعد مرور سنتان استطاع الالتحاق بمدرسة سوكري، التي تعلم فيها على يد خيسوس ماريا سيفونتس وخوسيه منويل نونيث بونته. تخرج من المدرسة وحصل على الباكلوريا في عام 1902. وفي نفس العام ألتحق بكلية الحقوق في جامعة كاراكس لاستكمال دراسته للقانون. وقد ترك الجامعة في عام 1905 وعمل في عدة مجالات فعمل مثلاً كرئيس لمحطة السكة الحديدية الرئيسية في كاراكس في عام 1906، وعمل كصحفي وأستطاع هو وعدة مفكرين آخرين إنشاء جريدة الفجر "Alborada" عام 1909. ثم بدأت أنظاره بعدها تتجه نحو الأدب ومن هنا بدأ رومولو جايجوس مسيرته الأدبية. منذ عام 1912 بدأ يعمل كمعلم بالمدارس الثانوية داخل كاراكس وخارجها. وسافر إلى أوروبا لأول مرة عام 1926 ومكث فترة في مدريد وبرشلونة وبولندا. منذ عام 1938 بدأ اهتمام جايجوس بالسينما وأسس سركة سينمائية. قام فيها بتصوير فيلمان، من ضمنهما نسخة من عمله «كانايما» (برشلونة 1935). بدأ بعدها تولي مناصب في الدولة في نفس الوقت الذي لم يترك فيه كتاباته الأدبية.

## مسيرته السياسية
بدأ اهتمام رومولو جايجوس بالسياسة في وقت مبكر نظراً لحبه في الأصلاح والتغيير. قام الرئيس خوان بيثنتي جوميز بتعيين رومولو جايجوس كنائب عن منطقة «أبوري» في عام 1931، ولكن نتيجة لأفكاره الديموقراطية والإصلاحية تم إجباره على تقديم أستقالته وترك البلاد. وفي عام 1935 بعد وفاة الرئيس خوان بيثنتي جوميز عاد رومولو جايجوس إالى فنزويلا من جديد وعين عام 1936 كوزير للتعليم في حكومة الرئيس الجديد لوبيث كونتراريس، ولكنه ترك منصبه هذا أيضاً نتيجةً لدوافعة الأخلاقية والأصلاحية. في عام 1947 تم اختياره كأول رئيس منتخب بطريقه شعبيه في أنتخابات رئاسية نزيهه. وحصل على معظم أصوات الشعب ما يقرب من 80%. ولكنه أطيح به في العام التالي من قبل مجموعه عسكريه يرؤسها كارلوس دلغادو شالبود. وحكم بعدها فنزويلا «متركوس بيريث خيمنث» الذي قام هو أيضاً بنفي جايجوس من جديد إلى كوبا والمكسيك. ولم يعد إالى بلاده إلا في عام 1958 بعد تحريرها من النظام الديكتاتوري السائد فيها.

## حياته الأدبية
قد بدأ حياته الأدبية كروائي، وقام بنشر مجموعته القصصية «المغامرون Aventureros» في عام 1913. أما بالنسبة لقصصه الأخرى فتم تجميعها ونشرها في كتبه: "La rebelión y otros cuentos" الذي نشر في عام 1946 بفنزويلا و"La Doncella y el Último Patriota" الذي نشر في عام 1957 بالمكسيك. ظل يكتب قصصاً قصيرة منذ عام 1913 حتى 1919 وقليلاً من قصصه التي نشرت بعد ذلك. كانت أعماله تتسم بصفات مميزه والتي كانت أبرزها الواقعية والتي تنقسم إلى ثلاث مواضيع رئيسية: نقد العادات، وصف بيئة الزنوج وما بها من تناقض بين الحضارة والهمجية، ووصف كل من المشاعر والأختلالات والتشوهات. في عام 1922 نشر عمله «الطاقة الشمسية الأخيرة» والتي تم إصداره مره أخرى عام 1930 باسم «مملكة الطاقة الشمسية». ثم كتب بعدها «النخلة» عام 1925 وكانت بطلة العمل مرأه. وفي عام 1929 كتب رومولو جايجوس روايته الشهيرة «دونيا باربرا» والتي كانت تروي حياة الزنوج في أمريكا اللاتينية وتعرض للقارئ التضاد بين الحضارة والهمجية. هذه الرواية دون غيرها من أعمال جايجوس كان لها صدى شديد في أرجاء أمريكا حيث صنفها بعض النقاد كإحدى كلاسيكيات ادب أمريكا اللاتينية على مر العصور. بعد دونيا باربرا نشر العديد من الروايات مثل كانتاكلارو عام 1934 وكانايما عام 1935 والأسود الفقير عام 1937.

## أعماله

### روايات
- المغامرون 1913
- المهاجرون 1913
- الطاقة الشمسي الأخيرة (كاراكس 1920) - قام بطباعتها باسم مملكة الطاقة الشمسية (برشلونة 1930)
- دونيا باربرا 1927
- كانتاكلارو 1934
- كانايما 1935
- الأسود الفقير 1937
- الغريب 1942
- على نفس الأرض 1943
- قشه في مهب الريح 1952
- موقف في الحياة 1954
- الوطني الأخير 1957

### قصص قصيرة
- التمرد وقصص أخرى 1922
- قصص فنزويلية

### أعمال مسرحية
- معجزة السنة 1911

## جوائز
- حائز على جائزة الدولة في الأدب لعام 1957- 1958
- كما تم تسمية جائزة رومولو جايجوس لتكريم روايات أمريكا اللاتينية على شرفه في 6 أغسطس لعام 1964.

## وصلات خارجية
- رومولو جايجوس على موقع الموسوعة البريطانية (الإنجليزية)
- رومولو جايجوس على موقع مونزينجر (الألمانية)
- Rómulo Gallegos  biografiasyvidas.com
- ROMULO GALLEGOS  efemeridesvenezolanas.com
- Rómulo Gallegos mipunto.com
- Don Rómulo Gallegos  Revista Nacional de Cultura . Versión Digital
- Academia Venezolana de la Lengua - REAL ACADEMIA ESPAÑOLA